# Gustav-Adolf-Kirche (Wien)

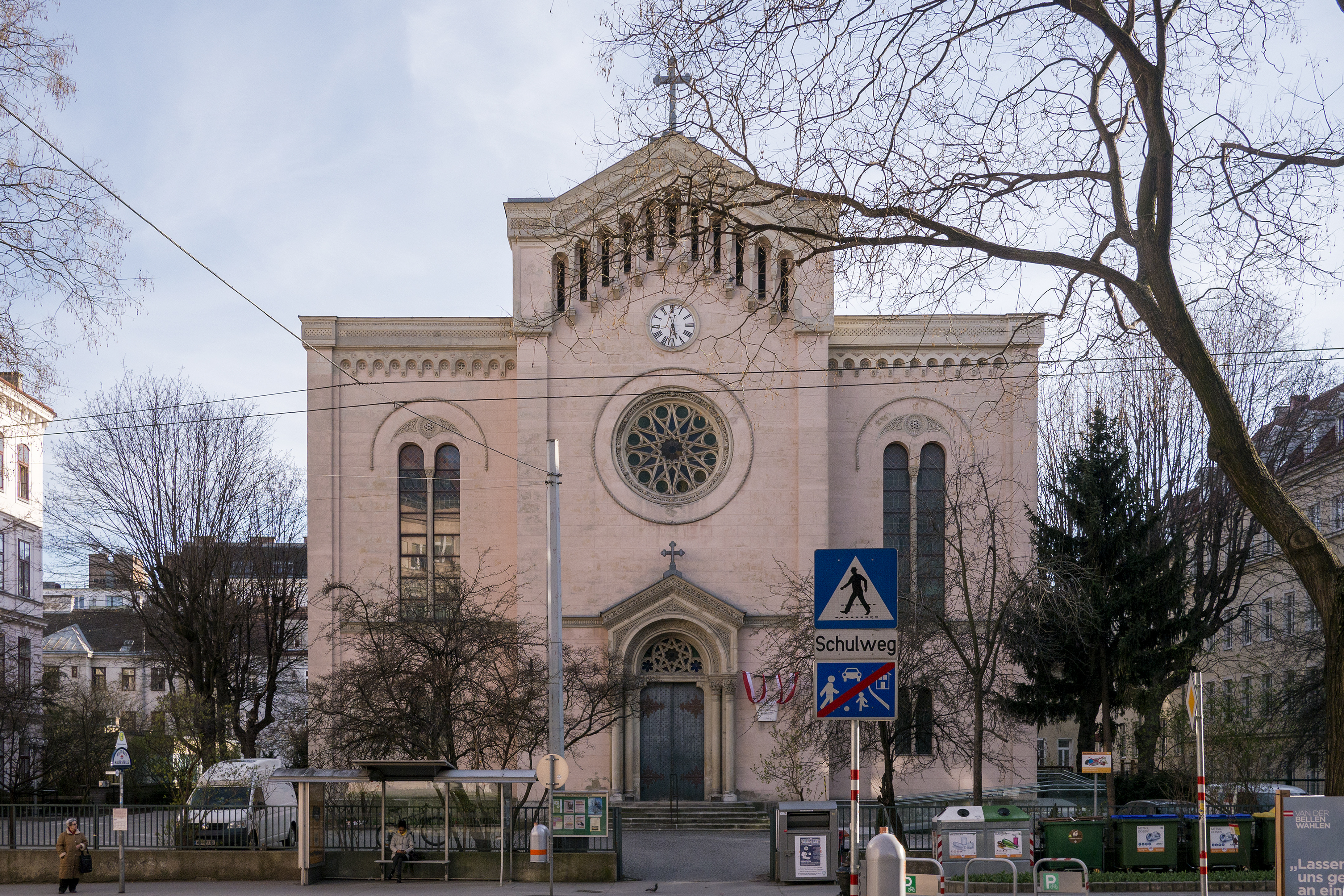
Gustav-Adolf-Kirche

Die Gustav-Adolf-Kirche ist ein evangelisch-lutherisches Kirchengebäude im 6. Wiener Gemeindebezirk Mariahilf. Sie ist der erste evangelische Kirchenbau im Bereich der Vorstädte zwischen den Wiener Stadtmauern und dem Linienwall. Das Gebäude steht unter Denkmalschutz (Listeneintrag).

## Lage und Architektur

Gustav-Adolf-Kirche – Altarraum, Entwurf in Försters Allgemeiner Bauzeitung (1849)

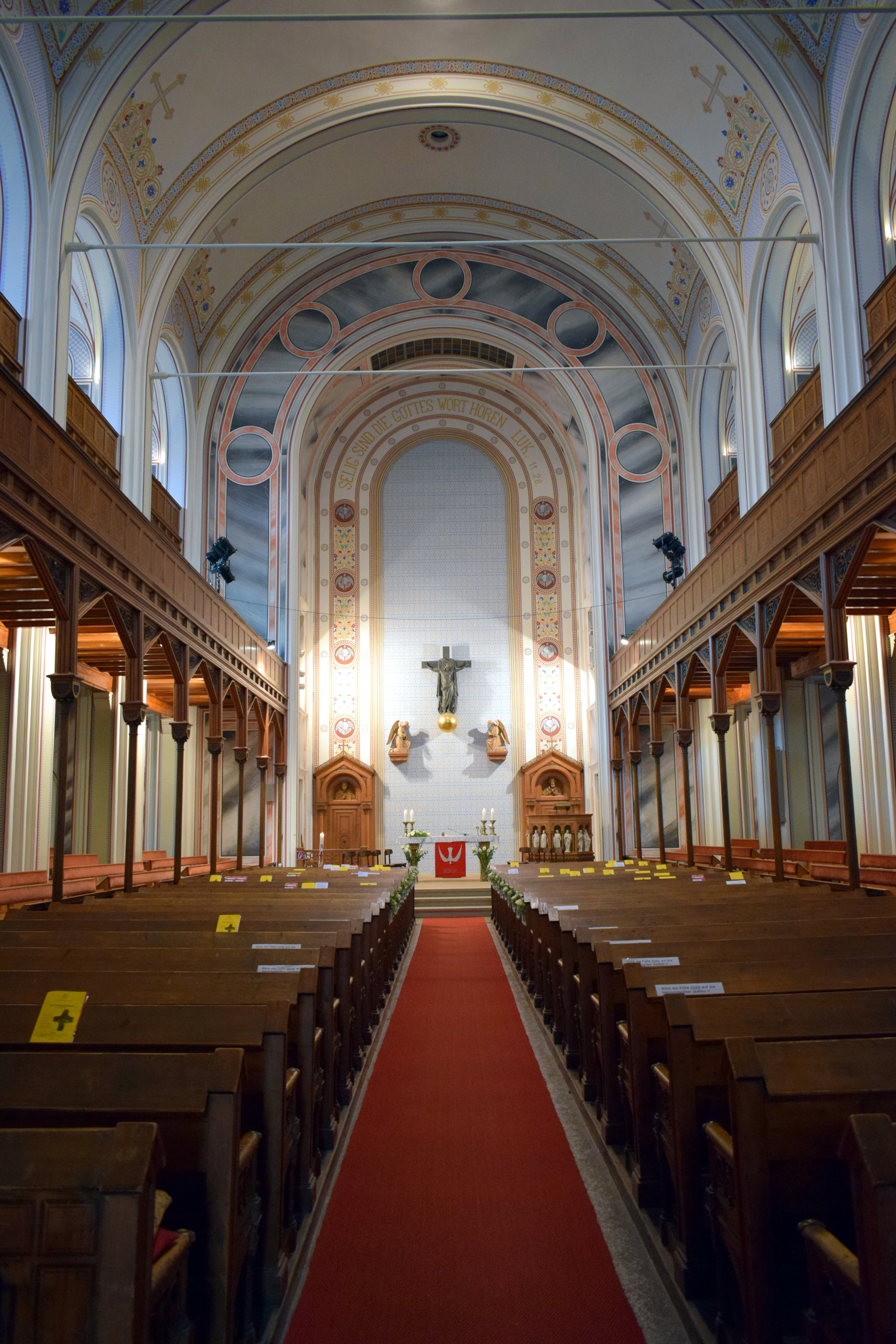
Innenansicht

Das denkmalgeschützte Gebäude befindet sich am Lutherplatz im Bezirksteil Gumpendorf. Die frei stehende Kirche im Baustil des frühen Historismus wurde zwischen 1846 und 1849 erbaut und ist ein Werk des Architekten Ludwig Förster, dem sein Schwiegersohn Theophil von Hansen assistierte. Neuromanische Elemente finden sich etwa in der Rosette über dem Portal und den Rundbogenfenstern an der dreiachsigen, symmetrisch gestalteten Frontfassade in Form einer Basilika. Die Verwendung islamisch-neobyzantinischer Ornamentik wurde zum Vorbild für weitere nicht katholische Sakralbauten. Das zur Bauzeit noch gültige Toleranzpatent von 1781 hatte zur Folge, dass die Kirche als „akatholisches“ Bauwerk keinen Glockenturm besitzen durfte. Auch war zunächst kein straßenseitiger Eingang erlaubt. Über den vier Seiteneingängen befinden sich Lünetten mit Porträtmedaillons des Humanisten Ulrich von Hutten sowie der reformierten Reformatoren Théodore de Bèze, Ulrich Zwingli und Johannes Calvin.
Der historistische Stil setzt sich im Kircheninneren fort, das als Wandpfeilerkirche gestaltet ist. Über dem Portal sowie in den Seitenschiffen befinden sich zweigeschoßige Emporen aus Holz und an der Kanzel sind Figuren der zwölf Apostel angebracht. Über zwei hölzernen Ädikula-Portalen stehen Porträtbüsten Martin Luthers und Philipp Melanchthons. An der Nordwand befinden sich Holzstatuetten Ludwig van Beethovens und Wolfgang Amadeus Mozarts. Das Taufbecken aus Zink entwarf Theophil Hansen im Jahr 1851. Karl Klimt erweiterte 1951 die Orgel von Carl Hesse aus dem Jahr 1848.

## Geschichte
Das Grundstück zur Errichtung der Kirche wurde im September 1844 vom Vorsteher-Collegium der in der Lutherischen Stadtkirche beheimateten Evangelischen Pfarrgemeinde A. B. erworben. Die 1849 geweihte Kirche hieß zunächst Zwölf-Apostel-Kirche und wurde erst 1923 nach König Gustav II. Adolf von Schweden umbenannt, an den seit 1961 eine Gedenktafel unter der Orgelempore erinnert. 1882 wurde das Pfarrhaus neben der Kirche erbaut. 1983 bekam der Platz vor der Kirche aus Anlass des 500. Geburtstags von Martin Luther den Namen Lutherplatz. Eine Fassadenrenovierung wurde 1987 abgeschlossen. Frühere Restaurierungen im 20. Jahrhundert fanden 1924 und von 1954 bis 1961 statt. Die in der Kirche beheimatete Pfarrgemeinde Gumpendorf ist heute selbstständig und gehört zur Evangelischen Superintendentur A. B. Wien. Zu ihren bekanntesten Pfarrern der jüngeren Zeit zählt der 1999 verstorbene Oberkirchenrat Johannes Dantine.